# Białoruskie Zjednoczenie Chrześcijańsko-Demokratyczne (Białoruś)
Białoruskie Zjednoczenie Chrześcijańsko-Demokratyczne (biał. Беларуская хрысціянска-дэмакратычная злучнасць, Biełaruskaja chryscijanska-demakratycznaja złucznasć) – białoruska organizacja społeczno-polityczna o charakterze chadeckim, której deklarowanym celem było niegwałtowne, ewolucyjne doskonalenie społeczeństwa poprzez wpajanie moralno-etycznych zasad chrześcijaństwa i wartości demokratycznych.

## Charakterystyka
Organizacja została utworzona 1 czerwca 1991 roku na konferencji założycielskiej w Mińsku. Uczestniczyło w niej 102 delegatów, głównie białoruskojęzycznych przedstawicieli inteligencji w młodym i średnim wieku. Podczas konferencji zostały przyjęte program i statut organizacji. Związek ogłosił się kontynuatorem tradycji Białoruskiej Chrześcijańskiej Demokracji – chadeckiej partii politycznej białoruskiej mniejszości narodowej w II Rzeczypospolitej. 16 grudnia tego samego roku organizacja otrzymała oficjalną rejestrację.
Organami kierowniczymi Związku były Rada Koordynacyjna i Zarząd. Wybranych zostało 5 współprzewodniczących: P. Siłka (przewodniczący-koordynator), I. Bahdanowicz, M. Areszkau, Ernst Sabiła i F. Januszkiewicz. Główna siedziba organizacji znajdowała się w Mińsku, większe oddziały działały w Brześciu, Homlu, Grodnie, Mohylewie i Połocku. Nie posiadała przedstawicielstwa w organach władzy, ale utrzymywała nieformalne kontakty z przedstawicielami aktywnej społecznie części duchowieństwa i ludzi świeckich, a także włączała się we wspólne działania z siłami prodemokratycznymi na Białorusi. Członkowie Związku wznowili wydawanie gazety „Biełaruskaja Krynica”.
Według Statutu organizacji jej członkiem mógł stać się każdy, kto podziela zasady moralno-etyczne Chrystusa, bez względu na język, narodowość i wiek. Jej głównym celem było moralne, duchowe, polityczne i ekonomiczne odrodzenie Białorusi. Do zasad programowych należały: niestosowanie przemocy, pluralizm, własność prywatna, chrześcijańskie braterstwo ze wszystkimi narodami. Wśród celów Związku było sprzyjanie – w ramach procesu europejskiego – stopniowej, pokojowej, zharmonizowanej transformacji struktur byłego ZSRR w Chrześcijańską Wspólnotę Narodów, otwartą także na niechrześcijan. Miałaby ona gwarantować prawa i wolności człowieka, respektować i umacniać realną suwerenność państwową każdego narodu. Związek występował przeciwko używaniu języka polskiego w liturgii w kościołach katolickich na Białorusi i dążył do całkowitego zastąpienia go językiem białoruskim.

## Krytyka
Postulowana przez Zjednoczenie białorutenizacja kościoła katolickiego na Białorusi spotkała się z krytyką ze strony polskiej mniejszości narodowej w tym kraju i części polskiego duchowieństwa katolickiego. Organizacji zarzucano, że sprzyja wynarodawianiu Polaków na Białorusi poprzez próbę likwidacji jednego z głównych elementów ich świadomości narodowej – polskiego kościoła. Zdaniem ks. Romana Dzwonkowskiego Zjednoczenie wpisywało się w postulaty niektórych działaczy białoruskich partii narodowych, którzy twierdzili, że na Białorusi nie ma Polaków, a jedynie spolonizowani i skatolicyzowani przez Polaków Białorusini, których należy przywrócić do „rodzimej białoruskości”. Według Dzwonkowskiego organizacja działała także zgodnie z polityką białoruskich władz, dla których białorutenizacja tak licznej i najbardziej kulturowo i społecznie aktywnej części społeczeństwa byłaby (…) rzeczą wielkiej wagi, a także de-facto kontynuowała politykę białoruskich komunistów z wczesnych lat powojennych, którzy walczyli z kościołem jako z antysowiecką, polsko-nacjonalistyczną propagandą.